# 35364 Доналдпрей
35364 Доналдпрей (35364 Donaldpray) — астероїд головного поясу, відкритий 21 жовтня 1997 року.
Тіссеранів параметр щодо Юпітера — 3,617.